# Văn hóa đô thị
Văn hóa đô thị, hay còn gọi là văn hóa thành thị hoặc văn hóa thị dân, là văn hóa của các thị trấn và thành phố. Chủ đề xác định là sự hiện diện của một số lượng lớn những người rất khác nhau trong một không gian rất hạn chế - hầu hết trong số họ là những người xa lạ với nhau. Điều này cho phép xây dựng một loạt các tiểu văn hóa gần nhau, tiếp xúc với ảnh hưởng của nhau, nhưng không nhất thiết xâm nhập vào cuộc sống riêng tư của mọi người.

## Khu vực đô thị
Trên toàn cầu, các khu vực đô thị cũng có xu hướng tập trung quyền lực, chẳng hạn như thủ đô của chính phủ và trụ sở công ty, và những người giàu có và quyền lực được tuyển dụng trong đó. Các thành phố cũng tổ chức mọi người, tạo ra các chuẩn mực, niềm tin và giá trị. Như Max Weber đã phác thảo trong cuốn sách của mình, "Thành phố," có năm điều tạo nên một thành phố: công sự, thị trường, luật pháp, hiệp hội công dân đô thị tạo ra ý thức về sự kiên định của thành phố và tự chủ chính trị đủ cho công dân đô thị chọn các thống đốc thành phố. "  Ở một số quốc gia, giới thượng lưu đã tự xây dựng các khu vực bên ngoài thành phố trung tâm (ví dụ cuộc di cư da trắng ở Hoa Kỳ).

## Xu hướng chính trị và xã hội
Trong hầu hết các thế giới phương Tây, khu đô thị có xu hướng chính trị ở phía bên trái của vùng ven đô thị và nông thôn, ngay cả khi phi công nghiệp hóa đã làm giảm ảnh hưởng của liên đoàn lao động và các tầng lớp lao động, bên trái đô thị mới được hỗ trợ bởi thượng tầng lớp trung lưu cổ trắng công nhân, sinh viên và học giả, và các loại sáng tạo (nghệ sĩ). Người thành thị cũng có xu hướng ít tôn giáo hơn, theo chủ nghĩa môi trường hơn và cởi mở hơn với người nhập cư so với người dân nông thôn.